# Sardinella fimbriata
Sardinella fimbriata es una especie de pez de la familia Clupeidae en el orden de los Clupeiformes.

## Morfología
Los machos pueden alcanzar 13 cm de longitud total.

## Depredadores
Es depredado por Scomberomorus plurilineatus ,Synodontidae Saurida y Trichiurus lepturus .

## Hábitat
Es un pez de  mar y, pelágico y de clima tropical (23 ° N - 12 ° S, 75 ° E - 153 ° E) que se encuentra hasta los 50 m de profundidad.

## Distribución geográfica
Se encuentra desde el sur de la India y la Bahía de Bengala hasta las Filipinas

## Costumbres
Forma bancos en aguas costa maneras.

## Uso comercial
Se comercializa fresco, adobado con sal, cocido y como  albóndigas.